# Invasão do Gueto de Roma
A invasão ao Gueto Romano ocorreu em 16 de outubro de 1943. Um total de 1 259 pessoas, principalmente membros da comunidade judaica - totalizando 363 homens, 689 mulheres e 207 crianças - foram detidos pela Gestapo. Desses detidos, 1 023 foram identificados como judeus e deportados para o campo de concentração de Auschwitz. Desses deportados, apenas quinze homens e uma mulher sobreviveram.